# غافين جونز (لاعب دوري الرغبي)
غافين جونز (بالإنجليزية: Gavin Jones)‏ هو لاعب دوري الرغبي أسترالي، ولد في 1964 في بريزبان في أستراليا.